# Hněvotín
Hněvotín är en ort i Tjeckien.   Den ligger i regionen Olomouc, i den östra delen av landet, 210 km öster om huvudstaden Prag. Hněvotín ligger 244 meter över havet och antalet invånare är 1 201.
Terrängen runt Hněvotín är huvudsakligen platt, men västerut är den kuperad. Terrängen runt Hněvotín sluttar österut.Runt Hněvotín är det tätbefolkat, med 947 invånare per kvadratkilometer. Närmaste större samhälle är Olomouc, 5,8 km nordost om Hněvotín. Trakten runt Hněvotín består till största delen av jordbruksmark.